# IBM System R
О языке программирования для статистической обработки данных см. R (язык программирования)
IBM System R — реляционная СУБД, созданная в середине 1970-х в рамках исследовательского проекта IBM San Jose Research (ныне IBM Almaden Research Center). System R знаменательна тем, что стала первой реализацией Structured Query Language (SQL), который ныне является стандартом на язык запросов для реляционных БД. Кроме того, это была первая СУБД, продемонстрировавшая, что и реляционные СУБД могут обеспечить хорошую производительность. Многие архитектурные решения, равно как и некоторые фундаментальные алгоритмы (например динамическое программирование, использованное в оптимизаторе запросов), повлияли на большинство последующих реляционных СУБД разных производителей.
Первым покупателем System R стала в 1977 г. компания Pratt & Whitney.
В результате развития System R была разработана СУБД IBM SQL/DS и чуть позднее - IBM DB2.

## Внешние ссылки
- A History and Evaluationof System R (История и развитие System R) (англ.)
- System R website (англ.)

Эта статья основана на переводе соответствующей англоязычной статьи, которая в свою очередь основана на материалах Free On-line Dictionary of Computing, находящегося под лицензией GFDL. 